# جينيفر كاندي
جينيفر كاندي (بالإنجليزية: Jennifer Candy)‏ هي منتجة تلفزيونية وممثلة أمريكية، ولدت في 3 فبراير 1980 في تورونتو في كندا.

## وصلات خارجية
- الموقع الرسمي
- جينيفر كاندي على موقع IMDb (الإنجليزية)
- جينيفر كاندي على موقع قاعدة بيانات الفيلم (الإنجليزية)